# Búcsúkoncert (Bikini)
A Búcsúkoncert a Bikini együttes 1993-ban megjelent koncertlemeze. A felvételek 1992. november 21-én a Budapest Sportcsarnokban készültek, azon a fellépésükön, amit az utolsónak szántak. A koncertről videofelvétel is készült, melyet a Magyar Televízió adott le, és amelyen több szám is hallható volt, amely a lemezről lemaradt.
A lemezt az EMI kiadó a kilencvenes évek végén újra kiadta az "...ez volt a XX." sorozat keretein belül, amelyet a borítón is feltüntettek.

## Számok listája
| #  | Cím                                         | Szerző                                                            | Hossz |
| -- | ------------------------------------------- | ----------------------------------------------------------------- | ----- |
| 1  | Tűzfal (Ébredés után)                       | Németh Alajos - Trunkos András                                    | 4:50  |
| 2  | Olcsó vigasz                                | Németh Alajos                                                     | 4:11  |
| 3  | Péntek 13.                                  | Hirleman Bertalan - Németh Alajos                                 | 4:10  |
| 4  | Furcsák közé tartozom (Hazudtunk egymásnak) | Németh Alajos - Dévényi Ádám - Nagy Feró                          | 4:27  |
| 5  | Fagyi                                       | Németh Alajos - Nagy Feró                                         | 3:14  |
| 6  | Adj helyet                                  | Trunkos András - Dévényi Ádám - Tóth Miklós                       | 2:36  |
| 7  | Nehéz a dolga                               | Németh Alajos - Nagy Feró                                         | 3:41  |
| 8  | Magyarország                                | Hirleman Bertalan - Németh Alajos - Trunkos András                | 4:01  |
| 9  | Közeli helyeken                             | Németh Alajos - Dévényi Ádám                                      | 5:15  |
| 10 | Ki visz haza                                | Hirleman Bertalan - Angyal Tivadar - Németh Alajos - Dévényi Ádám | 5:34  |
| 11 | Megüssem vagy ne üssem                      | Németh Alajos - Nagy Feró                                         | 3:46  |
| 12 | Veri az élet                                | Németh Alajos                                                     | 2:01  |

## Közreműködtek
Bikini együttes:
- D. Nagy Lajos (ének, vokál)
- Daczi Zsolt (gitár)
- Németh Alajos (basszusgitár, vokál)
- Gallai Péter (billentyűs hangszerek, ének, vokál)
- Hirlemann Bertalan (dob)
- Ádok József (billentyűs hangszerek)
- Makovics Dénes (szaxofon, fuvola)
- Nagyfi László (gitár)
- Csillag Endre (gitár)